# 妹

本人（■）から見た妹（■）

妹（いもうと）は、本人から見て傍系2親等の年少の女性、通常は同じ父母から生まれた年少の女性をいう。また自分の弟と結婚した女性、すなわち弟嫁や配偶者の妹も本人から見たら妹になる。その場合、義妹（ぎまい）と書いて「いもうと」と呼ぶ場合が多く、対象者より年下であるとは限らない。また、親の養女や親の再婚相手の連れ子が年下だった場合も義妹にあたる。
血縁関係のある2親等の場合、現在の日本では対象者と婚姻することは民法上できない。
いとこのうち、対象者より年下の女性を従妹（じゅうまい）と呼ぶ。いとこは4親等である。従妹は一人娘や長っ子（長姉）の場合もよく使う。

## 語彙
古代日本語においては妹は「いも」と呼び、年齢の上下に関係なく男性からみた同腹（はらから）の女を指した。女性から見た同胞の女は年上を「え」と呼び、年下は「おと」と呼んだ。これは男性から見た同胞の男に対する呼び名と同じである。また、恋人である女性や妻のことも妹（いも）と呼んだ。「我妹子」（わぎもこ）とも言う。これは古代においては兄弟姉妹婚が広く行われており、妻や恋人と妹を同一視していたためという説がある。一般に女性を親しんでよぶ場合の名称でもあった。
英語では「妹」は「younger sister」または「little sister」であり「妹」に相当する、単一の単語は存在しない。

## 妹がモチーフの作品
- 木琴 (合唱曲)
- 人生の並木路
- 妹 (曲)
- 妹 (映画)
- 妹よ
- あさりちゃん
- 俺の妹がこんなに可愛いわけがない
- エロマンガ先生 - ただし主人公の妹は義理の妹である。
- 妹ガンダム
- 干物妹!うまるちゃん
- 兄に付ける薬はない!
- 俺が好きなのは妹だけど妹じゃない